# 反假冒贸易协定
《反仿冒贸易协定》（英語：Anti-Counterfeiting Trade Agreement，缩写）是一个国际智慧財產權协定。自願加入的國家將建立一個國際法律框架，並建立一個國際機構以外的理事機構。該協定由日本發起，並獲得各大行業巨頭的支持。協定已於2011年底被多個已開發國家簽署。
ACTA在推出後被廣泛批評為限制人權、隱私權與言論自由的協議，並且在歐洲多處掀起了抗議。歐盟負責研究ACTA的專員也提出辭職並參與了抗議活動。反對者指出ACTA幕後的組織試圖以封鎖政治敏感的網站為誘餌換取簽署。

## 背景
ACTA是一個維護智慧財產權的多邊協議，目的是为了全面加强国际贸易中智慧財產權的保护。自願加入的國家將建立一個國際法律框架，並建立一個類似於世界貿易組織和世界智慧財產權組織國際機構以外的理事機構。談判的國家形容是對“全球貿易下的仿冒商品的增加和盜版的版權保護”的回應。ACTA的範圍包括仿冒商品、仿製藥品和網路上的侵權行為。電子前線基金會等團體反對ACTA，並指出非政府組織和開發中國家被排除在討論之外，ACTA的發展是一個政策洗钱的例子。
美國電影協會是ACTA的重大幕後支持者，並且其在向墨西哥政府推銷ACTA時明確提出後者可以藉用ACTA封鎖令其難堪的網站，例如WikiLeaks。
ACTA的討論過程嚴格保密，許多國家都憂慮ACTA的談判透明性不足。討論過程欠缺開發中國家的參與，主導的國家以美國、日本、歐盟為首，三者都是大宗智慧財產權商品的出口國，如此的談判結果對於智慧財產權商品的進口國而言相當不利。包括澳大利亞、紐西蘭、加拿大、歐盟、美國（包括布希與歐巴馬政府）在內的多國政府全部以「國家安全」為由拒絕公布討論中的協議內容，因此許多公民組織對其封閉性嚴厲批評，並擔憂公民對這項協議的不知情。數名美國議員在2009年11月撰寫公開信要求公開ACTA的內容，但是歐巴馬政府沒有回覆。
台灣方面於2011年12月9日時由經濟部智慧財產局宣布研議申請加入。

## 談判

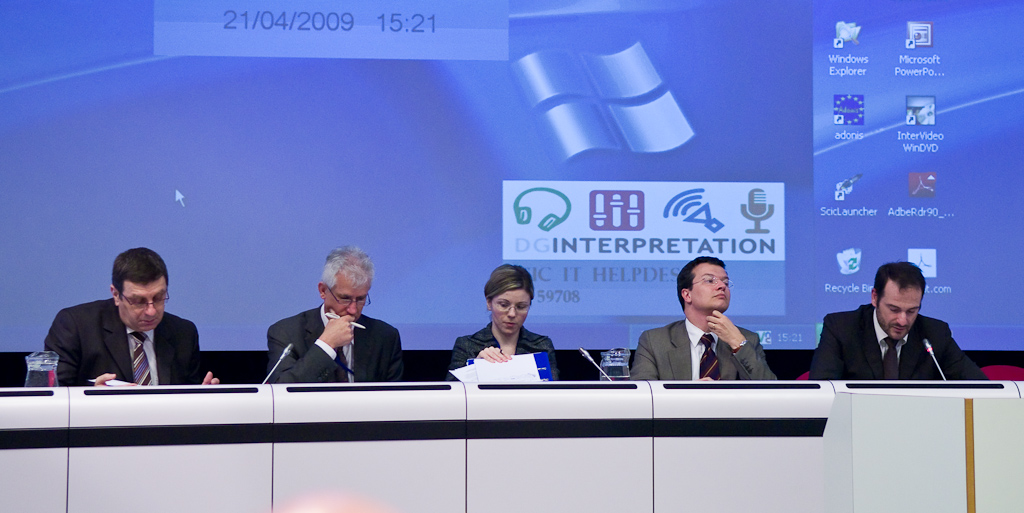
ACTA權益方諮詢會議

ACTA的談判中沒有任何部份的國際機構。ACTA最早是在2006年由日本和美國提出。2005年時，日本首相小泉純一郎於在蘇格蘭舉行的G8高峰會上提議簽訂新協議以對抗盜版。2006年，日本代表於「全球對抗仿冒與盜版會議」上提議訂立一反盜版條約，該提議受到了美國與歐盟的響應。加拿大、歐盟和瑞士在2006年和2007年才加入初步會談。澳洲、墨西哥、摩洛哥、紐西蘭和韓國在2008年6月加入並開始正式談判。
ACTA在談判過程中嚴格保密並拒絕向公民機構提供談判內容，但諸如時代華納、Google、eBay、Intel、戴爾電腦、新聞集團、Verizon等大公司都拿到了談判草案。2008年5月談判提出兩年後，公眾才由WikiLeaks提供的報告中得知ACTA的內容。
| 回合 | 地點       | 日期                 | 參與者和討論話題 | 參考文獻      |
| ---- | ---------- | -------------------- | --- | ------------- |
| 1    | 日內瓦     | 2008年6月3-4日       | 參與者：澳洲、歐盟、約旦、墨西哥、摩洛哥、紐西蘭、韓國、新加坡和阿拉伯聯合酋長國                                                                                                | [ 23 ] [ 24 ] |
| 2    | 華盛頓特區 | 2008年7月29-31日     | | [ 25 ]        |
| 3    | 東京       | 2008年8月8-9日       | | [ 26 ]        |
| 4    | 巴黎       | 2008年12月15-18日    | | [ 27 ]        |
| 5    | 拉巴特     | 2009年7月16-17日     | 參與者：澳洲、加拿大、歐盟（由歐洲聯盟委員會、歐盟主席國（瑞典）和歐盟成員國代表）、日本、韓國、墨西哥、摩洛哥、紐西蘭、新加坡、瑞士和美國 議題：國際合作、執法實踐和體制議題。 | [ 28 ]        |
| 6    | 首爾       | 2009年11月4-6日      | 議題：在數位環境下的執法和刑事執法。 | [ 29 ]        |
| 7    | 瓜達拉哈拉 | 2010年1月26-29日     | | [ 30 ]        |
| 8    | 惠靈頓     | 2010年4月12-16日     | 議題：邊境措施、在數位環境下的執法程序、刑事執法、民事執法和透明度。 | [ 31 ] [ 32 ] |
| 9    | 琉森       | 2010年6月28日-7月1日 | | [ 33 ]        |

## 評價

### 支持方
支援ACTA的組織形容ACTA的目的是为了全面加强国际贸易中智慧財產權的保护、以及對“全球貿易下的仿冒商品的增加和盜版的版權保護”的回應。ACTA的範圍包括仿冒商品、仿製藥品和網路上的侵權行為。G8峰會的發言中認為，盜版是一種「嚴重且有組織的犯罪」，G8認為其反盜版的目的在於「保護消費者」，儘管有許多消費者在購買時已明知自己正在購買盜版商品。

### 反對方

#### 談判透明性
電子前線基金會等團體反對ACTA，並指出非政府組織和開發中國家被排除在討論之外，ACTA的發展是一個政策洗钱的例子。
討論過程欠缺開發中國家的參與，主導的國家以美國、日本、歐盟為首，三者都是大宗智慧財產權商品的出口國，如此的談判結果對於智慧財產權商品的進口國而言相當不利。

#### 人權憂慮
反對者對這項協定可能對公民權利、言論自由、與隱私權產生的影響表示擔憂
反對者還批評ACTA移除了法律上對ISP進行保護，免於用戶行為上的法律責任，實際上使ISP業者無從選擇，只能遵守並且侵犯個人隱私。
根據由自由軟體基金會分析表示，ACTA會要求現有ISP業者不再提供可以訪問受版权或數位內容權利管理保护媒体的免費軟體，免費軟體和開源軟體將被禁止使用。

#### 自由貿易
153位世界貿易組織成員大部分都對该条约可能扭曲贸易，并超越與貿易有關的智慧財產權協定方面上的现有协定表示關注。超越與貿易有關的智慧財產權協定的規範稱為"TRIPS-Plus"，ACTA的疑慮在於越過與貿易有關的智慧財產權協定大會討論，而由智慧財產權商品的出口國所主導，片面協商訂立有利於與貿易有關的智慧財產權協定權利擁有者方之條文。

#### 學名藥
注：原廠藥的專利過期後，其他藥廠以同樣成份與製程生產的核准藥品。

## 抗議行動

### 歐盟專員

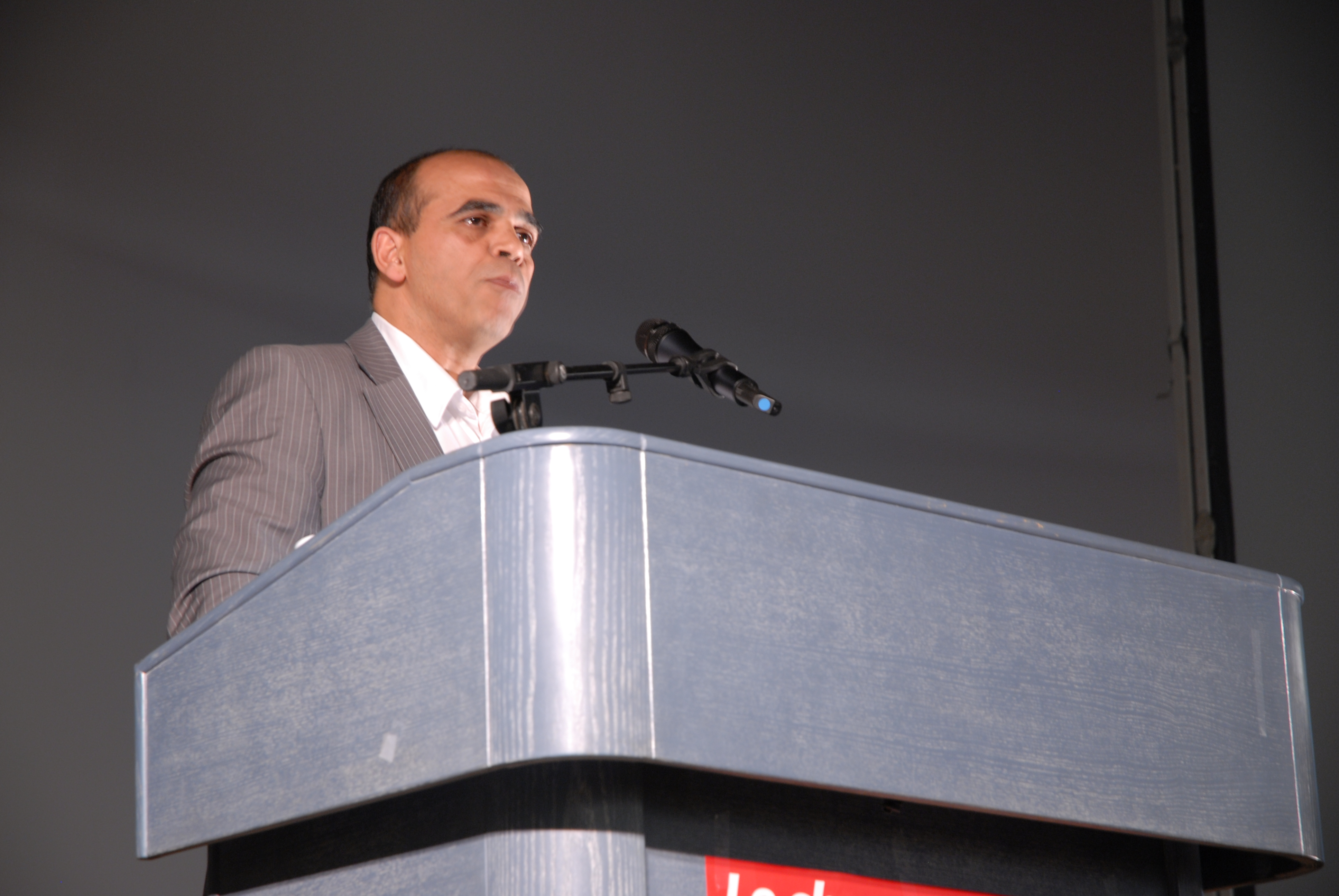
歐盟ACTA專員Kader Arif

歐盟在簽署ACTA後，負責研究這項協定的歐盟專員Kader Arif當即宣布辭職，並指出這項議案對公民權的限制不容忽視。Arif宣布他對ACTA表示「最強烈的抗議」，認為談判「自最初便拒絕公民社會的參與，反覆拒絕合理的資訊公開請求，多次毫無緣由地推遲簽字，並且完全無視了歐盟議員提出的要求。」Arif「希望能夠喚醒公眾對這件無法接受的協議的注意」，並且「拒絕參與這次胡鬧」。

### 波蘭議會
在波蘭，包括歐盟議員在內的大量公民對這項協定表示抗議。

## 外部連結
各国官方ACTA网站
- 澳大利亚: Department of Foreign Affairs and Trade（页面存档备份，存于） (DFAT)
- 加拿大: Foreign Affairs and International Trade Canada（页面存档备份，存于）
- 欧盟: European Commission（页面存档备份，存于） (EC)
- 日本: Ministry of Economy, Trade and Industry（页面存档备份，存于） (METI)
- 新西兰: Ministry of Economic Development（页面存档备份，存于） (MED) and Ministry of Foreign Affairs and Trade（页面存档备份，存于） (MFAT)
- 美国: United States Trade Representative（页面存档备份，存于） (USTR)